# Diarki
Diarki, "tomandsvælde", er en styreform hvor to magthavere deler magten. Da de romerske kejsere Diocletian og Maximian Herculius delte kejsermagten, blev riget et diarki. Ligeledes de mytologiske svenske yndlingskongepar Erik og Alrik og Yngve og Alf samt de mytologiske langobardiske kongebrødre Ibor og Aio.